# Gare de Hirai (Tokyo)
Pour les articles homonymes, voir Hirai.
La gare de Hirai (平井駅, Hirai-eki) est une gare ferroviaire de la ville de Tokyo au Japon. Elle est située dans le quartier Hirai de l'arrondissement spécial d'Edogawa. La gare est desservie par la ligne Chūō-Sōbu de la JR East.

## Situation ferroviaire
La gare de Hirai est située au point kilométrique (PK) 29,2 de la ligne Chūō-Sōbu.

## Histoire
La gare a été inaugurée le 28 avril 1899.

## Services aux voyageurs

### Accès et accueil
La gare dispose d'un bâtiment voyageurs, avec guichet, ouvert tous les jours.

### Desserte
- Ligne Chūō-Sōbu
  - voie 1 : direction Kinshichō, Shinjuku et Mitaka
  - voie 2 : direction Funabashi et Chiba